# ألما ديليا فوينتيس
ألما ديليا فوينتيس (بالإسبانية: Alma Delia Fuentes)‏ هي ممثلة مكسيكية، ولدت في 22 يناير 1937 بمدينة مكسيكو في المكسيك، وتوفيت بنفس المكان في 2 أبريل 2017.

## وصلات خارجية
- ألما ديليا فوينتيس على موقع IMDb (الإنجليزية)
- ألما ديليا فوينتيس على موقع قاعدة بيانات الفيلم (الإنجليزية)